# Milford Mill
 (juillet 2025).
Pour les articles homonymes, voir Milford.
Milford Mill est une census-designated place située dans le comté de Baltimore, dans l’État du Maryland, aux États-Unis. Lors du recensement de 2020, elle comptait 30 622 habitants.